# どっこいショ
『どっこいショ』は、『読売新聞』の夕刊に連載された遠藤周作による小説。これを原作とした映画とテレビドラマが製作されている。

## 概要
1966年6月9日から1967年5月15日まで連載。1967年に講談社より出版。戦争の傷跡を抱える父親と、父に反発する戦争を知らない世代の子供との関係を描いた。

## 映画
『日本の青春』（にっぽんのせいしゅん）のタイトルで、1968年6月8日公開、東京映画製作、東宝配給。モノクロ・シネマスコープ作品。同時上映は『首』（原作：正木ひろし、監督：森谷司郎、主演：小林桂樹）。

### キャスト
- 向坂善作：藤田まこと
- 向坂美代：奈良岡朋子
- 向坂廉二：黒沢年男
- 向坂咲子：菊容子
- 英芳子：新珠三千代
- 鈴木武則：佐藤慶
- 鈴木真理子：酒井和歌子
- 大野久太郎：田中邦衛
- 遠山正介：花沢徳衛
- 金子和夫：橋本功
- 平山妙子:水木梨恵
- 酒井軍曹：山本清
- 戸川:田中志幸
- 岡田：守田比呂也
- 若い母：川口敦子
- ナレーター（作者の声）：三島雅夫

### スタッフ
- 監督：小林正樹
- 製作：佐藤一郎、椎野英之、佐藤正之
- 脚色：広沢栄
- 撮影：岡崎宏三
- 音楽：武満徹
- 美術：小島基司
- 編集：諏訪三千男
- 録音：原島俊男
- スチル：中山章
- 照明：榊原庸介

## テレビドラマ
『どっこいショ』のタイトルで、1969年6月30日から9月26日まで東海テレビの15分昼ドラマ枠にて放送された。

### キャスト
- 英芳子 - 津島恵子
- 向坂善作 - 三國一朗
- 向坂美代 - 加藤治子
- 向坂咲子 - 菊容子

### スタッフ
- 監督･脚本：井上和男
- プロデューサー：出原弘之

### 前後番組
| 東海テレビ制作 昼ドラマ            | 東海テレビ制作 昼ドラマ                | 東海テレビ制作 昼ドラマ                 |
| 前番組                             | 番組名                                 | 次番組                                  |
| ---------------------------------- | -------------------------------------- | --------------------------------------- |
| 窯ぐれ女 （1969.3.31 - 1969.6.27） | どっこいショ （1969.6.30 - 1969.9.26） | 海は燃えていた （1969.9.29 - 1970.1.2） |